# Chapeau (Allier)
Chapeau ist eine französische Gemeinde mit 236 Einwohnern (Stand: 1. Januar 2022) im Département Allier in der Region Auvergne-Rhône-Alpes. Sie gehört zum Arrondissement Moulins und zum Kanton Moulins-2.

## Lage
Die Gemeinde Chapeau liegt etwa 14 Kilometer südöstlich von Moulins am Fluss Acolin. Nachbargemeinden von Chapeau sind Montbeugny im Norden, Thiel-sur-Acolin im Nordosten und Osten, Vaumas im Südosten, Mercy im Süden sowie Neuilly-le-Réal im Westen.

## Bevölkerungsentwicklung
| Jahr                       | 1962 | 1968 | 1975 | 1982 | 1990 | 1999 | 2006 | 2013 | 2022 |
| Einwohner                  | 294  | 329  | 295  | 300  | 264  | 216  | 219  | 228  | 236  |
| Quellen: Cassini und INSEE |      |      |      |      |      |      |      |      |      |

## Sehenswürdigkeiten

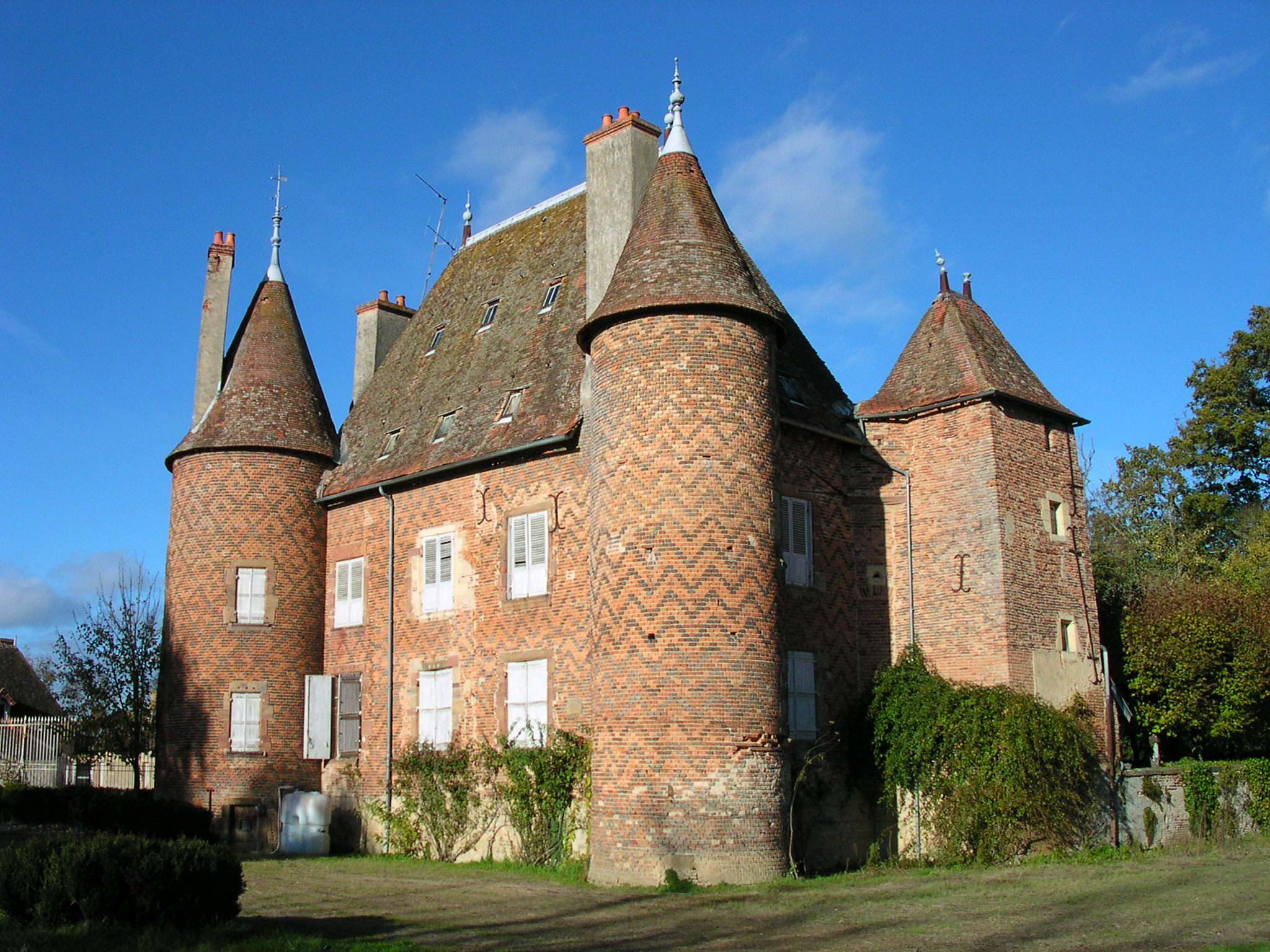
Schloss und Domäne La Cour, Monument historique
- Schloss Les Chevennes
- Schloss La Cour

- Schloss La Cour